# Scatella cilipes
Scatella cilipes är en tvåvingeart som först beskrevs av Wirth 1948.  Scatella cilipes ingår i släktet Scatella och familjen vattenflugor. Inga underarter finns listade i Catalogue of Life.